# Зграда на Тргу Св. Теодора Вршачког бр. 33 у Вршцу
Зграда на Тргу Св. Теодора Вршачког бр. 33 у Вршцу, подигнута је 1904. године и представља непокретно културно добро као споменик културе.
Зграда је саграђена за потребе некадашње румунске банке Luceaferul, са основом у облику издуженог, неправилног ћириличног слова „П”. Зидана је од тврдог материјала, мелтерисана је и бојена, а кровни покривач је бибер цреп. На изразито декоративно обрађеној фасади видљиви су утицаји сецесије и необарока. Фасада је по ширини подељена на пет поља од којих је централно посебно наглашено величином отвора и богатством украса. У централном пољу приземља налази се ајнфорт капија чије су вратнице очуване у првобитном облику. Лево и десно од капије су по два излога. 
На спрату изнад капије је високи прозор са заобљеним горњим угловима. Испод овог прозора је ниска балустрада, а са обе стране прозора су пиластри са јонским капителима и барокним картушама у доњем делу. Лучни тимпанон са флоралним украсом налази се у делу изнад прозора. Остали прозори спрата, по два са сваке стране централног, у својим лунетима имају барокне картуше и гирланде. На фризу испод кровног венца, смењују се поља са овалним вентилационим отвирима и поља са фестонима. Изнад кровног венца је декоративна атика која је у централном делу у облику ниског зида са украсним волутама, док су бочни делови у облику балустраде. 
Унутрашњост зграде је изузетно декоративно обрађена. На сводовима пролаза и таваници степенишног хола сачувана је првобитна сликана декорација у комбинацији фолклорних и сецесијских елемената. Под овог хола је поплочан разнобојним керамиччким плочицама распоређеним тако да формирају разне геометријске облике. У ниши која се налази на галерији спрата са дворишне стране објекта налази се скулптура предиље. На њеном подножју уклесан је натппис C. Trampist. Такође, у некадашњој свечаној сали на спрату, очувани су метални стубови са волутама, као и дуборез у делу изнад троја врата. 